# Saint-Germain-sur-Sèves
 Saint-Germain-sur-Sèves  es una población y comuna francesa, situada en la región de Baja Normandía, departamento de Mancha, en el distrito de Coutances y cantón de Périers. Históricamente sufrió guerras. 

## Demografía
| 238 | 221 | 191 | 211 | 221 | 213 |
| Para los censos de 1962 a 1999 la población legal corresponde a la población sin duplicidades (Fuente: INSEE [Consultar]) |     |     |     |     |     |